# جين كالفين
جين كالفين (بالإنجليزية: Jane Calvin)‏ هي مصورة أمريكية، ولدت في 27 أبريل 1938 في شيكاغو في الولايات المتحدة.